# 유명인싸
《유명인싸》는 tvN D에서 제작한 대한민국의 웹예능이다. 바쁜 스케줄로 인해 제대로 '인싸 문화'를 느껴보지 못했을 아이돌 멤버 B1A4 산들, 공찬과 이들에게 인싸 문화를 전수하는 외국인 '인싸 스승님' 샘 오취리의 케미스트리를 담는 인싸 버라이어티. 한국인보다도 한국 문화를 잘 아는 외국인이 한국의 아이돌에게 '인싸 문화'를 알려주는 아이러니한 재미가 관전포인트.

## 출연진[3]
- 샘 오취리
- B1A4 산들
- B1A4 공찬

## 회차정보
- 1화 : <써칭포 인사맨> : B1A4 산들과 공찬의 평소 모습은 인싸에 가까울까? 두 멤버가 인싸스승인 샘 오취리를 찾기 위해 인싸 미션을 수행한다!
- 2화 : <샘찬들의 만남 & 인싸력 테스트> : 샘 오취리, 산들, 공찬의 첫 만남! ‘샘찬들’ 멤버 결성에 대한 긴급 기자회견! 그리고 인싸로써 자질이 있는지 간단한 인싸력 테스트를 진행한다.
- 3화 : <인싸댄스 배우기> : 250만명의 팔로워를 보유한 틱톡커 옐언니로부터 인싸댄스를 배우는 샘찬들! 리듬감, 애교, 표현력, 심지어 창의력까지?! 다양한 역량을 필요로 하는 인싸댄스의 세계!
- 4화 : <피리부는 샘찬들> : 인싸의 기본 소양, 친화력! 100명의 시민을 모아 망원한강공원까지 가야한다! 제작진 vs 샘찬들의 100인분 커피값 내기! 과연 승자는?
- 5화 : <인싸들의 성지> : 인싸들이 노는 곳은 어떤 곳일까?! 창문이 탁 트인 노래방에서 기습적으로 열린 노래방 콘서트! 그리고 최신식 VR테마파크에서 펼쳐지는 2:2 게임 대결! (feat. 슈퍼스타K 그렉)
- 6화 : <인싸들의 핵인싸 여름 먹방! ★수박뷔페★> : 수박초밥, 수박라면, 수박스테이크, 수박햄버거까지! 2019년 여름을 강타할 핵인싸푸드 ★수박뷔페★의 향연!
- 7화 : <도전! 인싸패션!> : 홍대 빈티지 샵에서 자유롭게 쇼핑해라! 단, 패션코드는 '인싸'! 대체 인싸들은 무슨 옷을 입을까? 샘찬들의 본격 인싸패션 탐구시간!~
- 8화 : <마지막 인싸의 길, 인싸파티!> : 세상 모든 인싸들이 한 자리에 모였다! 샘찬들을 기다리는 어마무시한 인싸파티! 유명인싸 마지막 이야기! 샘찬들은 인싸로서 인정받을 수 있을까?!